# Caconeura gomphoides
Caconeura gomphoides är en trollsländeart som först beskrevs av Jules Pièrre Rambur 1842.  Caconeura gomphoides ingår i släktet Caconeura och familjen Protoneuridae. IUCN kategoriserar arten globalt som otillräckligt studerad. Inga underarter finns listade i Catalogue of Life.